# Cerodontha pygminoides
Cerodontha pygminoides este o specie de muște din genul Cerodontha, familia Agromyzidae, descrisă de Spencer în anul 1981. Conform Catalogue of Life specia Cerodontha pygminoides nu are subspecii cunoscute.